# Педья (річка)
Педья (ест. Pedja jõgi) — четверта за довжиною річка в Естонії. Її джерело лежить поблизу міста Сімуна на південних схилах Пандівере. Річка тече 122 км через повіти Ляене-Вірумаа, Йигевамаа і Тартумаа, доки не впадає в Емайигі на північному сході від озера Виртс'ярв. Останні 4 км ділянки річки після злиття з  Пилтсамаа відомі як Педеа. Найбільше поселення на річці — місто Йигева.

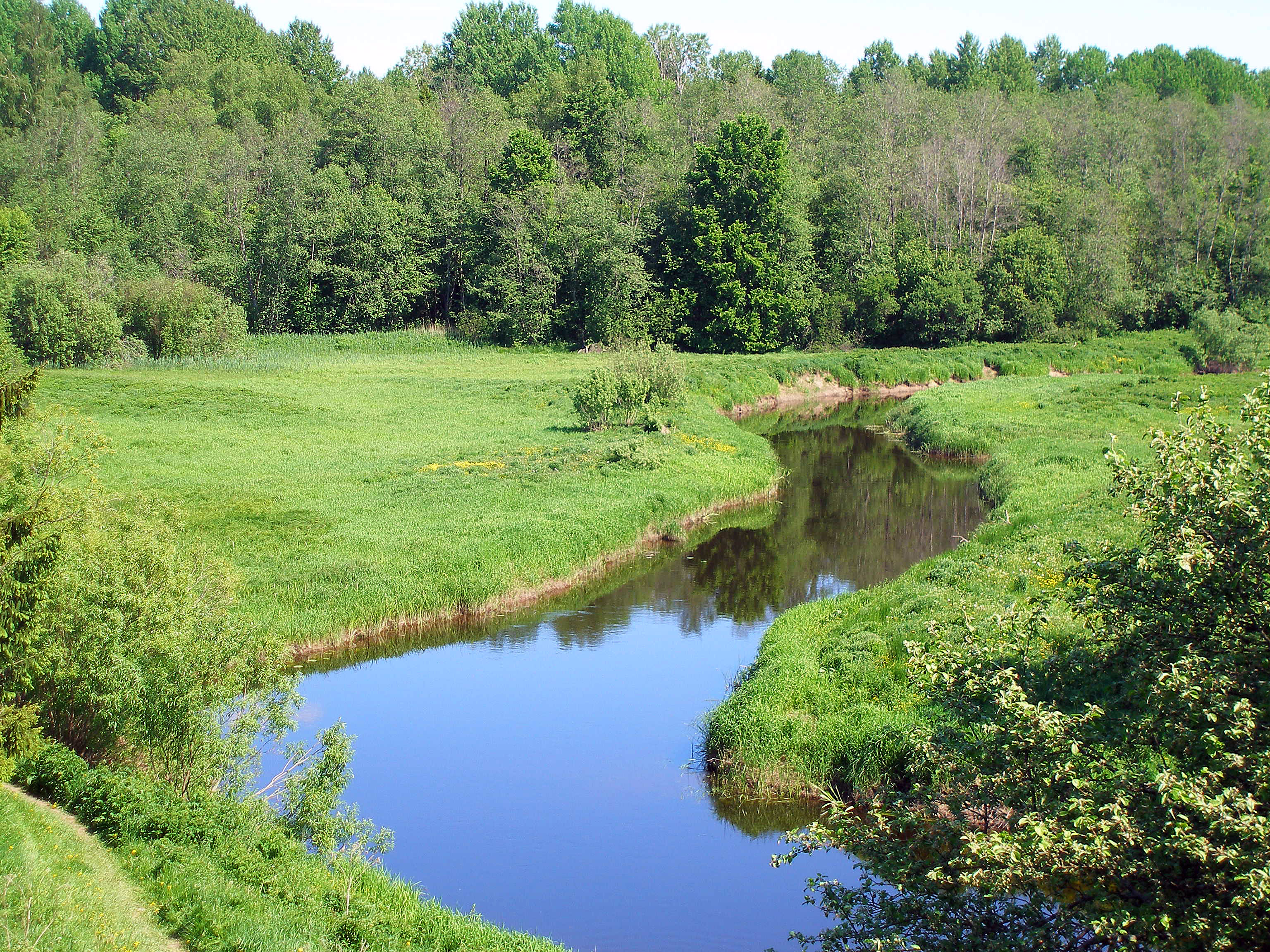
У заповіднику Алам-Педья

Річка Педья також дала назву заповіднику Алам-Педья, який розташований на нижній течії річки.
Найбільші притоки річки Педья: Онґа (Onga), Кааве (Kaave), Піккнурме (Pikknurme) та Умбузі (Umbusi jõgi).